# Missa
|  | Per la teologia eucarística, vegeu Eucaristia i Teologia Eucarística. Per la història, vegeu eucaristia, així com ritu romà, i missa tridentina. Per la forma musical vegeu missa (música) |

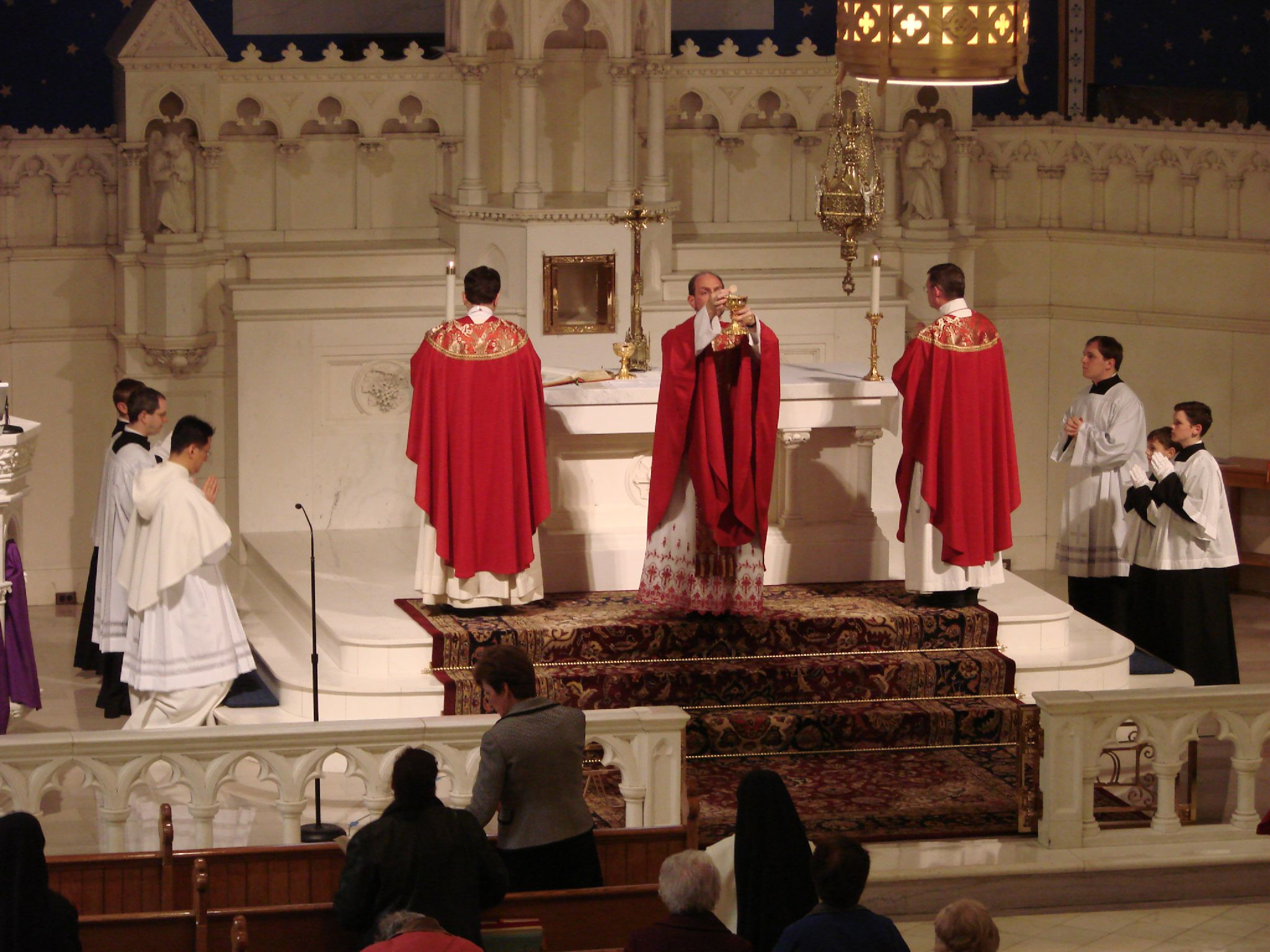
Moment de la Consagració.

La missa és un dels noms amb què hom es refereix al sagrament de l'eucaristia a l'Església Catòlica Romana. També se l'anomena "eucaristia", "sopar del Senyor", "fracció del pa", "trobada eucarística (synaxis)", el "Memorial de la Passió i de la Resurrecció del Senyor", el "Sant Sacrifici", la "Santa i Divina Litúrgia" o la "Sagrada Comunió". El terme "missa" és un dels més habituals en connexió amb els ritus litúrgics llatins. És emprat també en celebracions semblants de l'Església Catòlica Antiga, a la tradició catòlica de l'anglicanisme, a les esglésies ortodoxes de ritu occidental i en algunes esglésies luteranes. Per a la celebració de l'Eucaristia a les esglésies orientals, incloses aquelles en comunió completa amb la Santa Seu, els termes com "litúrgia divina", "santa qurbana" o "badarak" són habituals. Les denominacions occidentals que no es troben en comunió plena amb l'Església Romana també prefereixen emprar habitualment altres termes que no pas "missa".
El terme missa deriva del mot llatí missa, un dels usos del qual és en el la fórmula de comiat en acabar la reunió: "Ite, missa est" («Marxeu, és acabada (l'acció litúrgica)»). A l'antiguitat, "missa" simplement volia dir «comiat»; en l'àmbit cristià, però, gradualment va prendre un significat més profund. El terme "comiat" implicava una missió: aquestes breus paraules suscitaven expressament la naturalesa missionera de l'Església.

## Missa a l'Església Catòlica Romana

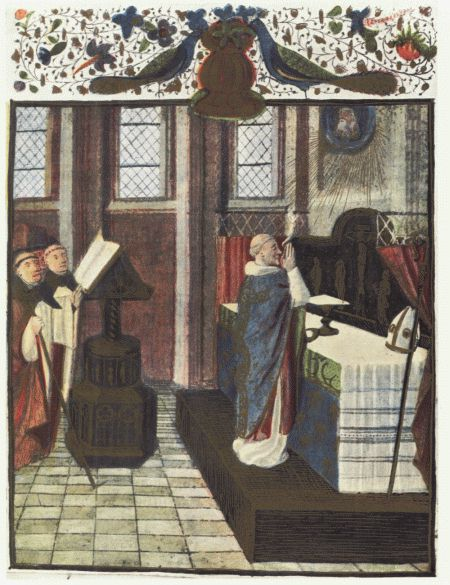
Missa del segle XV

El Concili de Trento reafirmà la doctrina tradicional cristiana segons la qual la Missa és el mateix Sacrifici del Gòlgota ofert en forma incruenta:

«La víctima és una i la mateixa: el que ara s'ofereix pel ministeri dels sacerdots és el mateix que s'oferí a la creu; només la manera d'oferir-se és diferent. I ja que aquest sacrifici diví, que té lloc en la missa, el mateix Crist que s'oferí una vegada de manera cruenta a l'altar de la creu és contingut i immolat de manera incruenta... aquest sacrifici és veritablement propiciatori». El Consell declarà que Jesús instituí la missa al seu darrer sopar:

«Oferí a Déu Pare el seu propi cos i sang sota les espècies del pa i del vi; i, sota aquests mateixos símbols, es lliurà a si mateix (el seu propi cos i sang) per ser rebut pels seus apòstols, als qui Ell havia instituït sacerdots del Nou Testament; i amb aquestes paraules "Feu això en commemoració meva", els ordenà a ells i als seus successors en l'apostolat, oferir-lo; així com l'Església sempre ho ha entès i ensenyat.»
L'Església Catòlica veu la missa com la forma més perfecta que té per oferir adoració (latria) a Déu. L'Església creu que: «Els altres sagraments, així com tots els ministeris eclesials i les tasques apostòliques, estan vinculats a l'eucaristia i ordenats a ella. Perquè l'Eucaristia conté tot el tresor espiritual de l'Església, que és el Crist mateix.» L'Església Catòlica també creu en una realitat objectiva, i no merament simbòlica, que el pa i el vi es converteixen en el Cos i la Sang de Crist, una conversió referida com la transsubstanciació: «En el santíssim sagrament de l'eucaristia es contenen veritablement, realment i substancialment el Cos i la Sang juntament amb l'ànima i la divinitat de nostre Senyor Jesucrist.»

### Texts emprats en el ritu romà de la missa
El Missal Romà és el text que conté les pregàries, antífones i rúbriques de la missa. Les edicions anteriors també contenien les lectures bíbliques, les quals eren molt menors. La darrera edició del Missal Romà té la forma ordinària del ritu romà. Però, d'acord amb les condicions del motu proprio, Summorum Pontificum del 7 de juliol del 2007, l'edició del 1962 del Missal Romà, la darrera de les edicions que es publicà com a Missa Tridentina pot emprar-se com a forma extraordinària de celebrar la Missa de ritu romà.
El Leccionari és un altre llibre que presenta els passatges de la Bíblia arranjats en ordre per les lectures de la missa de cada dia. Comparats amb les lectures de les escriptures del Missal anterior al 1970, el Leccionari actual conté una varietat molt més àmplia de passatges, massa per a ser inclosos al Missal. Es recomana que per a la lectura dels Evangelis hi hagi un Evangeliari. Quan no es disposa d'aquest, s'usa el Leccionari al seu lloc.

## Estructura de la missa de ritu romà
Per a formes anteriors, vegeu Missa Pre-Tridentina i Missa Tridentina
Dins de l'estructura fixada que es descriu a continuació, les lectures de l'Escriptura, les antífones cantades o recitades durant la processó d'entrada o de comunió, i els texts de les 3 pregàries com la col·lecta, la pregària sobre les ofrenes i la pregària de postcomunió varien diàriament d'acord amb el temps litúrgic, la festivitat del dia pels successos a la vida de Crist, les festivitats i commemoracions dels sants o les misses per a circumstàncies particulars (misses de funerals, misses de confirmació, misses per la pau, d'inici de l'any acadèmic, etc.).

### Ritus Introductoris
El prevere entra, amb un diaca -si n'hi ha-, i els acòlits. El diaca pot portar l'Evangeliari, el qual és situat sobre l'altar; i els acòlits poden portar una creu processional, candeles i encens. Durant aquesta processó, ordinàriament, es canta el Cant d'Entrada. Si no hi ha cant, es recita una antífona, sigui un lector, tot el poble o el mateix sacerdot. Aquest ritu se suprimeix a la Vigília Pasqual i al Divendres Sant.
Quan el sacerdot arriba a la seva cadira, es dirigeix a l'assemblea amb el senyal de la Creu, tot dient: "En el nom del Pare, del Fill i de l'Esperit Sant", i el poble respon "Amén". Tot seguit, el sacerdot manifesta la presència del Senyor a la comunitat reunida per la seva Gràcia. Acabada la salutació, el sacerdot, el diaca o un lector laic poden introduir a la missa mitjançant la Monició d'Entrada.

#### Acte Penitencial /Kyrie
El qui presideix la missa convida els presents a prendre part a l'acte penitencial, recitant el Kyrie ("Senyor Tingueu Pietat"), a vegades precedit del Confiteor ("Jo Pecador"). Llavors, el president fa la pregària de l'absolució, tot i que no té l'eficàcia del Sagrament de la Penitència. Els diumenges, especialment durant el temps de Pasqua, en lloc de l'Acte Penitencial habitual, pot realitzar-se la benedicció i l'aspersió de l'aigua com a recordatori del baptisme.
El Kyrie pot ser cantat o recitat, tant en la llengua vernacla o en la seva forma original grega.

#### Glòria
El Gloria in Excelsis Deo (glòria a Déu a dalt del cel) és un dels himnes més antics i venerables de l'Església, reunida en l'Esperit Sant, que glorifica a Déu Pare i a l'Anyell. És cantat o recitat els diumenges, llevat dels d'Advent o de la quaresma, així com a les solemnitats i festes i en les celebracions particulars de caràcter solemne. D'acord amb aquest manament, s'omet als funerals, a les festes ordinàries dels sants, durant els dies de la setmana i en les misses votives. És opcional en misses rituals com les de matrimoni, confirmació o de professió. A la missa de la Vigília Pasqual mentre que s'entona el Glòria es produeix un repic de campanes i s'encenen els llums del temple.

#### Col·lecta
A continuació, el prevere convida a tothom a pregar i tots, conjuntament amb el prevere, observen un breu silenci per fer-se conscients que estan en presència de Déu i poden formular les seves pregàries. Llavors, el prevere pronuncia la pregària anomenada "Col·lecta" per la que s'expressa el caràcter de la celebració. Seguint una antiga tradició de l'Església, la Col·lecta es dirigeix a Déu Pare, mitjançant Crist i amb l'Esperit Sant.

### La Litúrgia de la Paraula
La Litúrgia de la Paraula comprèn les lectures preses de les Sagrades Escriptures, que són desenvolupades per l'homilia; la professió de fe, el Credo i l'Oració dels Fidels. A les lectures, Déu parla al seu poble descobrint el misteri de la redempció i la salvació. Després, el mateix Crist, mitjançant la seva paraula, es fa present enmig dels fidels.
Els diumenges i solemnitats es llegeixen 3 lectures de l'Escriptura, mentre que la resta de dies només se'n llegeixen dues. Si hi ha 3 lectures: la primera és de l'Antic Testament (inclosos els Llibres Deuterocanònics); i durant el temps de Pasqua els de l'Apocalipsi o dels Fets dels Apòstols. Aquesta lectura és seguida per un Salm Responsorial, sencer o només una part. Un cantor, un cor o un lector el canta o el recita, mentre que l'assemblea canta o recita una antífona. La segona lectura és del Nou Testament, habitualment d'una de les Epístoles Paulines. El lector habitualment conclou proclamant que la lectura és "Paraula de Déu", i la congregació respon dient "Us lloem, Senyor"
Aquestes lectures poden ser llegides per laics, tot i que en un rigor estricte li corresponen a un Lector instituït. No és lícit substituir les lectures bíbliques per altres textos no bíblics.

#### L'Al·leluia
Prèviament a la lectura de l'Evangeli es fa l'aclamació de l'Al·leluia; i pot ser substituït per un altre càntic establert per la rúbrica, segons les exigències del temps litúrgic. Aquesta aclamació constitueix en si un ritu pel qual l'assemblea acull i saluda el Senyor que els parlarà a l'Evangeli, i es proclama drets. Durant el temps de Quaresma no es proclama, sinó que es canta el vers que presenta el Leccionari; i és a la Vigília Pasqual quan es proclama que és Al·leluia.

#### La proclamació de l'Evangeli

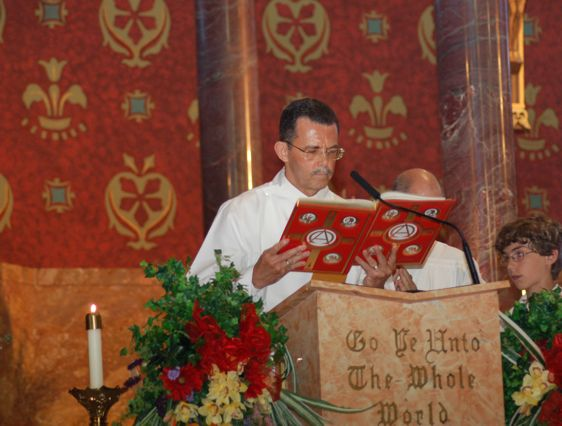
Si un diaca participa, és ell qui proclama l'Evangeli. Un prevere o un bisbe (o el mateix Papa) no poden proclamar l'evangeli si participa un diaca a la missa.

La lectura final i punt màxim de la Litúrgia de la Paraula és la proclamació de l'Evangeli. Tots estan drets mentre que un diaca canta o llegeix l'Evangeli o, si no hi ha diaca, per un prevere. La lectura s'inicia proclamant "Lectura de l'Evangeli segons ...", i el poble respon "Glòria a Vós, Senyor", mentre que es fa el senyal de la creu al front, llavis i pit. En ser la lectura de màxima veneració, als dies de solemnitat s'encensa abans de proclamar-lo i dos acòlits porten ciris als costats de l'ambó. En concloure la lectura de l'Evangeli, el prevere o el diaca proclamen: "Paraula del Senyor"; i l'assemblea respon "Lloança a Vós, oh Crist". Finalment, el prevere o el diaca besen l'Evangeliari.
El Diumenge de Rams i el Divendres Sant l'Evangeli és proclamat per 3 persones —laics, diaques o preveres—, en llegir-se el text de la Passió.

#### L'Homilia
Com a mínim els diumenges i els dies de precepte, qui presideix la celebració fa una homilia que gira sobre algun aspecte de les lectures o de la litúrgia del dia. En alguns casos, pot fer-la un concelebrant o un diaca, però mai un laic. La resta de dies, tot i que no és obligatòria, és recomanable. Després de l'homilia és oportú guardar un breu espai de silenci.

#### El Credo
Els diumenges o solemnitats tota la comunitat professa la seva fe cristiana cantant o recitant el Credo de Nicea, o especialment, durant el temps pasqual, el Credo dels Apòstols, que està particularment associat amb el baptisme i sovint és usat en misses per nens.
La professió de fe tendeix a fer que tot el poble reunit respongui a la paraula de Déu, anunciada a les lectures de les Sagrades Escriptures i exposades a l'homilia i, perquè pronunciant la regla de la fe amb la fórmula aprovada per a l'ús litúrgic, rememori els grans misteris de la fe i els confessi abans de començar la seva celebració a l'Eucaristia.
Durant el temps de Nadal i el dia de l'Anunciació, tota la comunitat s'agenolla en fer referència a l'Encarnació. En certes ocasions el Credo pot suprimir-se, especialment en realitzar-se la Renovació de les Promeses Baptismals o el Jurament Episcopal, Presbiteral o Diaconal, en el moment de rebre l'ordenació a un d'aquests Ministeris. Llavors se suprimeix per les Lletanies dels Sants.

#### L'Oració dels Fidels
La Litúrgia de la Paraula conclou amb les Intercessions Generals o "Pregàries dels Fidels". El prevere fa una introducció general, i llavors el diaca o un laic s'adreça a la congregació, presentant algunes intencions per les quals pregar. El prevere pot concloure amb un Suplicatori.

### La litúrgia eucarística

#### La pregària eucarística
Llavors comença la pregària eucarística, «centre i punt màxim de tota la celebració» amb un diàleg entre el celebrant i el poble. La Pregària Eucarística és una pregària d'acció de gràcies i consagració. El celebrant convida el poble a aixecar el cor cap a Déu, en oració i acció de gràcies, i l'associa a la pregària que ell dirigeix en nom de tota la comunitat, «per Jesucrist, en l'Esperit Sant, a Déu Pare.» El sentit d'aquesta oració és que tota la congregació de fidels s'uneixi amb Crist en el reconeixement de les grandeses de Déu i en l'ofrena del sacrifici. La pregària eucarística exigeix que tots l'escoltin en silenci i reverència. Els principals elements de què consta poden distingir-se així:
- Prefaci: És un himne, que comença entre el celebrant i els fidels. Resumeix la lloança i l'acció de gràcies pròpia de la festa que se celebra. Aquest diàleg comença amb la salutació litúrgica habitual ("El Senyor sigui amb vosaltres" – "I amb el vostre esperit"), però davant de la solemnitat especial del ritu que ha de començar, el celebrant exhorta el poble: "Amunt els cors", i el poble respon: "Els aixequem cap al Senyor". I el celebrant introdueix el gran tema de l'Eucaristia, un mot d'origen grec per donar gràcies: "Donem gràcies al Senyor Déu Nostre" i el poble s'uneix en aquest sentiment dient "És just i necessari". En aquesta acció de gràcies el celebrant, en nom de tot el poble sant, glorifica Déu Pare i li dona gràcies per tota l'obra de salvació o per algun dels seus aspectes particulars, segons les variants del dia, festivitat o temps litúrgic, que dirigeix cap a l'aclamació del "Sanctus".
- Sanctus: Tota la congregació canta o resa el Sanctus: Sanctus, sanctus, sanctus Dominus Deus sabaoth. Pleni sunt caeli et terrae gloria tua. Hossana in excelsis. Benedictus qui venit in nomine Domini. Hossana in excelsis («Sant, sant, sant és el Senyor, Déu de l'univers. El cel i la Terra són plens de la Vostra Glòria. Hosanna a dalt del cel. Beneït el qui ve en nom del Senyor. Hosanna a dalt del Cel»).
- Epiclesi: A l'epiclesi, l'església —mitjançant determinades invocacions— implora la força de l'Esperit Sant perquè els dons que han presentat els homes quedin consagrats, és a dir, es converteixin en el cos i la sang de Crist, i perquè la víctima immaculada, que es rebrà en la comunió, sigui per a salvació dels que l'han de rebre.[23] En altres ritus aquesta invocació es fa després.

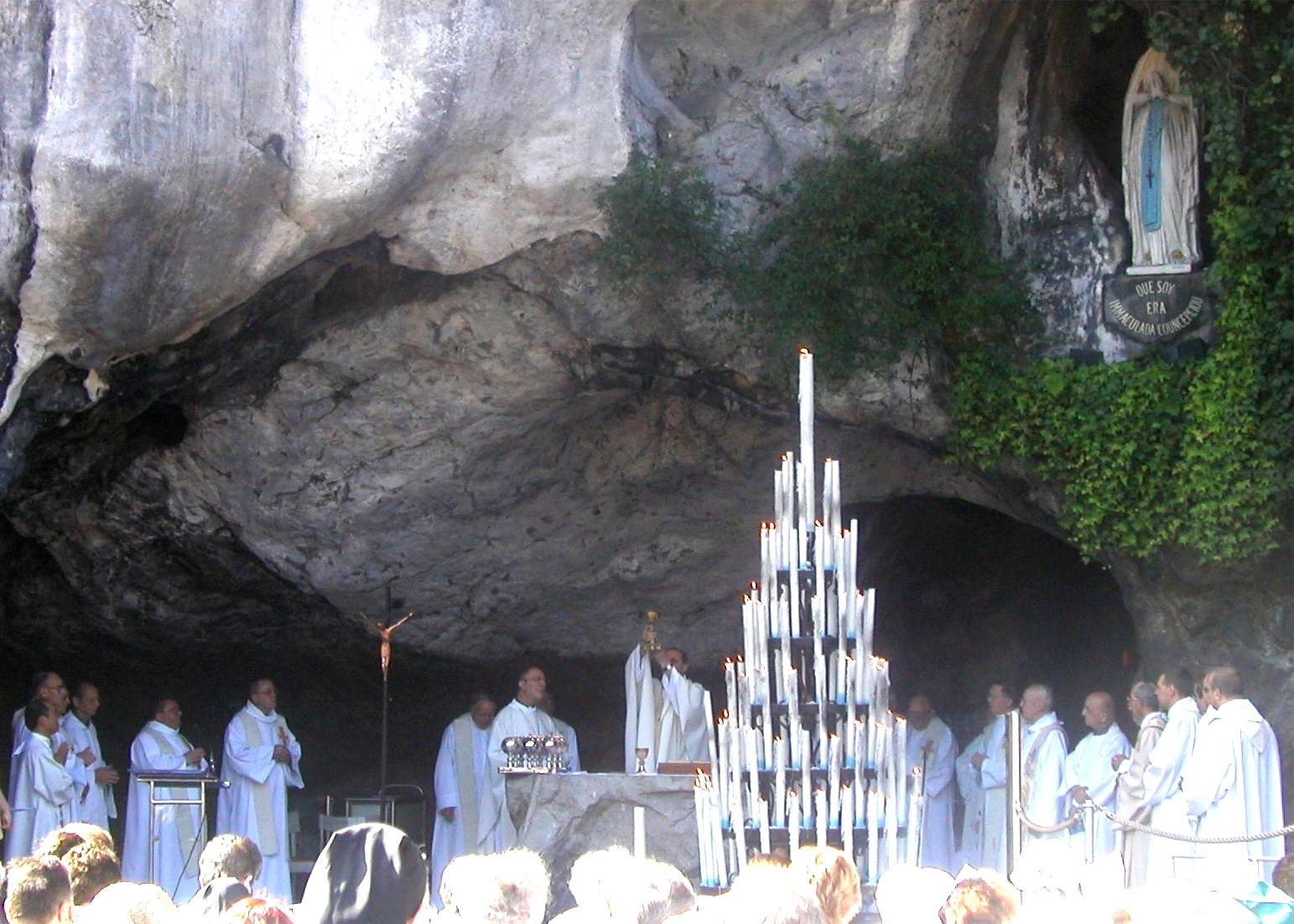
Missa a la Gruta de Lourdes. El calze és mostrat al poble immediatament després de la consagració del vi.

- Consagració: El sacerdot relata la institució de l'eucaristia el Dijous Sant, emprant les mateixes paraules de Jesús sobre les espècies: sobre el pa, "Hoc est enim corpus meum […]" («Aquest és el meu Cos») i, sobre el vi, "Hic est enim calix sanguinem meam […]" («Aquest és el calze de la meva Sang»)[24] D'ací, quan el sacerdot pronuncia aquestes paraules, d'acord amb la fe catòlica, la substància del pa i el vi es transformen en el cos i la sang de Jesucrist (que ara són inseparables de la seva ànima i divinitat),[25] mentre que les aparences del pa i el vi segueixen inalterables (vegeu transsubstanciació). En aquests moments, l'assemblea ho observa de genolls[26] Immediatament després de la Consagració i la mostra al poble dels elements consagrats, el celebrant diu: "Proclameu el misteri de la fe", i el poble pronuncia l'aclamació usant una de les tres fórmules prescrites.[27]
- anamnesi i interseccions: El celebrant prossegueix l'oració eucarística recordant els misteris principals de la vida de Jesucrist, commemorant a alguns sants (en primer lloc a la Verge Maria), i fent peticions pel papa, el bisbe local, els fidels difunts i els presents. A l'Anamnesi, l'Església realitza el memorial del mateix Crist, recordant la seva benaurada Passió i la seva gloriosa Resurrecció i Ascensió al Cel. A l'Oblació, l'Església, especialment la reunida aquí i ara, ofereix la víctima immaculada el memorial al Pare per l'Esperit Sant. L'Església pretén que els fidels no només ofereixin la víctima immaculada, sinó que aprenguin a oferir-se a si mateixos i que es perfeccionin dia a dia, amb la mediació de Crist, la unitat de Déu i entre si, perquè, finalment, Déu ho sigui tot en tots. Les Interseccions donen a entendre que l'Eucaristia se celebra en comunió amb tota l'Església, celeste i terrenal, i que l'oblació es fa per ell i per tots els fidels, vius i difunts, membres que han estat cridats a participar de la salvació i redempció adquirides pel Cos i la Sang de Crist.
- Doxologia final: El celebrant expressa la glorificació de Déu, i es conclou i confirma amb l'aclamació de l'amén. El celebrant alça la patena amb l'hòstia i el diaca (si n'hi ha), el calze, i canta o recita: "Per ipsum, et cum ipso, et in ipso, est tibi Deo Patri omnipotenti, in unitate Spiritus Sancti, omnis honor et gloria per omnia saecula saeculorum" («Per ell, amb ell i en ell, vós, Déu Pare omnipotent, en la unitat de l'Esperit Sant, rebeu tot honor i tota glòria pels segles dels segles»), i l'assemblea s'adhereix dient Amen.

#### Ritu de la Comunió
Com que la celebració eucarística és un convit pasqual, convé que, d'acord amb l'encàrrec del Senyor, el seu Cos i la seva Sang siguin rebuts pels fidels, degudament disposats, com a aliment espiritual. A això tendeixen la fracció i la resta de ritus preparatoris, que condueixen als fidels a la Comunió.
- Pare Nostre: Després de l'admonició "Praeceptis Salutaribus moniti..." («Fidels a un manament del Senyor»), tots canten o resen el Pare Nostre. A continuació segueix l'embolisme: "Allibereu-nos, Senyor, de tots els mals; feu que hi hagi pau als nostres dies, i per la vostra misericòrdia, guardeu-nos de pecat i de qualsevol pertorbació: mentre esperem l'acompliment de la vostra esperança, la manifestació de Jesucrist, el nostre Salvador"; i el poble afegeix la doxologia: "Perquè són vostres, per sempre, el regne, el poder i la glòria". La invitació, el Pare Nostre, l'embolisme i la doxologia es pronuncien recitats o cantats.
- Ritu de la pau: El celebrant resa sol: "Senyor nostre Jesucrist, que diguéreu als apòstols: Uns deixo la pau, us dono la meva pau, no mireu els nostres pecats, sinó la fe de l'Església, i doneu-li aquella pau i aquella unitat que vós vau demanar. Vós que viviu i regneu pels segles dels segles", i el poble respon "Amen"; i a continuació el celebrant desitja la pau de Crist: "La pau del Senyor sigui sempre amb vosaltres" – "I amb el vostre esperit"; i el diaca, o en la seva absència el celebrant conviden els presents a donar-se el signe de la pau. La forma del signe de la pau varia d'acord al costum local per a una salutació respectuosa (encaixar la mà o una abraçada entre estranys, o un bes entre membres de la mateixa família).
- Fracció del pa: El celebrant parteix el pa eucarístic amb l'ajut, si és procedent, del diaca o d'un concelebrant. El gest de la fracció del pa, realitzat per Crist a la Santa Cena, i que als temps apostòlics va ser el que serví per denominar tota l'acció eucarística, significa que els fidels sent molts en la Comunió d'un únic pa de vida, que és Crist mort i ressuscitat per a la vida del món, es fan un sol cos.[28] La fracció s'inicia després de l'intercanvi del signe de la pau i es realitza amb la deguda reverència, sense allargar-la de mode innecessari. Aquest ritu està reservat al sacerdot i al diaca. El celebrant realitza la fracció del pa i diposita una partícula de l'hòstia al calze, per significar la unitat del Cos i la Sang del Senyor a l'obra salvadora.
- Anyell de Déu: Tota l'assemblea canta o recita l'oració de l'anyell de Déu. Aquesta invocació acompanya la fracció del pa i, per tant, pot repetir-se les vegades que siguin necessàries fins a concloure el rictus. La darrera es conclou amb les paraules doneu-nos la pau.
- Comunió: Si calen ministres de la Sagrada Comunió extraordinaris, poden avançar en aquest moment, però no se'ls permet d'anar a l'altar fins després que el celebrant hagi combregat.[29] El Celebrant eleva l'Hòstia i diu: "Ecce Agnus Dei, ecce qui tollit peccata mundi. Beatae qui ad caenam Agni vocati sunt" («Mireu l'Anyell de Déu, mireu el qui lleva el pecat del món. Feliços els convidats a la seva taula»), i els fidels responen: "Domine, non sum dignus ut intres sub tectum meum, sed tantum dic verbo et sanabitur anima mea" («Senyor, no sóc digne que entreu a casa meva; digueu-ho només de paraula, i serà salva la meva ànima»). A continuació, el celebrant combrega i, amb l'ajut, si és necessari, de ministres extraordinaris, distribueix la Comunió entre el poble, que s'apropa en processó.[30] La Sagrada Comunió ha de rebre's dret, tot i que els fidels poden preferir combregar mentre que s'agenollen. Mentre que s'estan davant del ministre per rebre la Sagrada Comunió, els fidels han de fer una senzilla inclinació del cap.[30] Mentre que la distribueix el ministre diu "El Cos de Crist" o "La Sang de Crist", d'acord si és el pa o el vi consagrat; o "El Cos i la Sang de Crist", si ambdós són distribuïts conjuntament per intinció.[31] El combregant respon "Amén". En la majoria dels països hom pot rebre l'hòstia consagrada tant a la mà com a la llengua, tot i que encara hi ha llocs on només pot rebre's a la llengua. Mentre que es distribueix la comunió es recomana un cant o un himne apropiats. Si no hi ha cants, els fidels o un lector poden recitar una antífona.[32]
- Purificació: Els vasos sagrats són purificats pel Celebrant, el Diaca o per un acòlit instituït després de la Comunió o després de la Missa, sempre que sigui possible a la credença.[33] Les Formes Sagrades que puguin haver quedat es guarden al sagrari.
- Oració postcomunió: Els fidels es posen dempeus i el celebrant resa una breu oració.

#### Ritu de comiat
Després de l'oració de postcomunió poden realitzar-se alguns anuncis. El missal diu que aquests han de ser breus. A continuació, el celebrant dona la salutació litúrgica i imparteix la seva benedicció (Que us beneeixi Déu totpoderós, Pare, Fill i Esperit Sant). En cas de benedicció solemne, la fórmula és més llarga, car s'enriqueix i s'amplia amb l'oració sobre el poble o amb una altra fórmula més solemne. Si la missa la diu un bisbe, aquest fa el senyal de la creu tres vegades sobre el poble. El diaca, o en la seva absència el celebrant donen el comiat al poble. Abans del 1973 es feia servir la fórmula llatina "Ite, missa est" («Aneu-vos-en, la Missa ha conclòs»); però des de llavors el missal ofereix diverses fórmules. La congregació respon: "Donem gràcies a Déu"; i el celebrant i la resta de ministres marxen, després de besar l'altar i fer una inclinació profunda; sovint amb un himne, i a continuació el poble marxa. A alguns països és costum que el celebrant vagi a la porta de l'església per saludar personalment el poble. Aquest ritu només se suprimeix el Dijous Sant, quan es fa l'adoració solemne.

## Moment de celebració de la Missa
Des del Segon Concili Vaticà el moment d'obligació per assistir a la Missa el Diumenge o en Dia de Precepte Obligatori comença el vespre del dia anterior, i la majoria de parròquies celebren la Missa del Diumenge el vespre del dissabte. Per una llarga tradició i el dret canònic, la Missa no se celebra enlloc el Divendres Sant (però la Comunió es distribueix amb Hòsties consagrades durant la Missa del Sopar del Senyor del Dijous Sant, per a tots aquells que participen en la Celebració de la Passió del Senyor) o el Dissabte Sant abans de la Vigília Pasqual (l'inici de la celebració del Diumenge Pasqual); és a dir, entre les celebracions anuals del Sopar del Senyor i la Resurrecció del Senyor (vegeu Tríduum Pasqual).
Els diaques, preveres i bisbes han de celebrar la Litúrgia de les Hores diàriament, però no estan obligats a celebrar la Missa diàriament. A banda dels casos en què el dret canònic permet celebrar o concelebrar l'Eucaristia diverses vegades el mateix dia, un prevere no hauria de celebrar-la més d'una vegada diàriament, i un prevere no pot celebrar el Sacrifici Eucarístic sense la participació d'almenys un fidel, llevat que hi hagi una causa bona i raonable per fer-ho.
Pots requerir-se als preveres pels seus llocs a celebrar la Missa diàriament, o almenys els Diumenges, pels fidels a càrrec seu pastoral. El bisbe d'una diòcesi i el pastor d'una parròquia poden requerir celebrar o arranjar per un altre prevere per celebrar, sobre cada diumenge o Dia Sant d'Obligació, una Missa "pro populo", que és, pels fidels confiats a la seva cura.
Pels preveres de ritu llatí hi ha algunes excepcions generals per a la celebració a la limitació per celebrar només una Missa diària. Per una tradició molt antiga, poden celebrar la Missa 3 ocasions per Nadal (la Missa de Mitjanit o "Missa dels Àngels", la Missa de l'Alba o "Missa dels Pastors" i la Missa del Dia o "Missa de la Divina Paraula", cadascuna de les quals té les seves pròpies lectures i cants).
El Dia de Tots Sants també es pot, basant-se en un privilegi concedit a tots els preveres pel Papa Benet XV a l'agost del 1915, celebrar la Missa 3 vegades; només una de les quals pot ser per les intencions personals del prevere, mentre que les altres dues han de ser una pels fidels difunts i l'altre per les intencions del Papa.
Un prevere que concelebri la Missa Crismal, que pot celebrar-se el matí del Dijous Sant, també pot celebrar o concelebrar la Missa del Sopar del Senyor aquell vespre.
Un prevere pot celebrar tant la Missa de la Vigília Pasqual i Missa durant el Dia de Pasqua.
Finalment, un prevere que hagi concelebrat la Missa en una trobada de preveres o durant una visita pastoral d'un bisbe o d'un delegat episcopal, pot celebrar una segona Missa en benefici dels laics.
A més d'aquestes prescripcions generals, l'Ordinari Local pot, per un bon motiu, permetre que els preveres celebrin en dues ocasions (llavors es diu "binar", i l'acte és la binació) durant els dies de la setmana, i en tres ocasions ("trinar" i "trinació") els Diumenges i Dies de Precepte En circumstàncies especialment difícils, el Papa pot permetre al diocesà que doni facultats als seus preveres per trinar els dies de la setmana i quadrinar els diumenges. Aquests permisos són per tal de satisfer congregacions amb un gran nombre de fidels o quan minva el nombre de preveres.

### Sumari
| Situació                                                            | Misses permeses | Misses requerides |
| ------------------------------------------------------------------- | --------------- | ----------------- |
| Dia normal durant la setmana                                        | 1               | 0                 |
| Diumenge normal                                                     | 2               | 1                 |
| Dia de Tots Sants                                                   | 3               | 1                 |
| Dia de Nadal                                                        | 3               | 1                 |
| Pasqua                                                              | 2               | 1                 |
| Dijous Sant                                                         | 2               | 1                 |
| Dia de la setmana amb permís de l'Ordinari local                    | 2               | 0                 |
| Diumenge o Dia Sant amb permís de l'Ordinari Local                  | 3               | 1                 |
| Dia de la setmana amb permís del Papa mitjançant l'Ordinari Local   | 3               | 0                 |
| Diumenge o Dia Sant amb permís del Papa mitjançant l'Ordinari Local | 4               | 1                 |

### Durada de la celebració

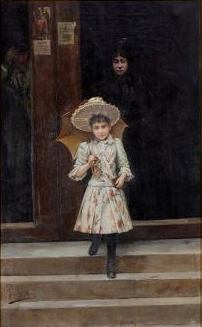
Joan Ferrer i Miró Sortida de missa, Biblioteca Museu Víctor Balaguer.

El temps que compren la celebració de la Missa varia considerablement. Mentre que la litúrgia del ritu romà és més curta que altres ritus litúrgics, en ocasions solemnes (a part de circumstàncies excepcionals com la Vigília Pasqual o en ordenacions) pot durar fins a una hora i mitja. La durada de l'homilia és un factor obvi que contribueix a la durada. Altres factors són la quantitat de gent que rebi la comunió o la quantitat i durada dels cants.
Durant la major part del segon mil·lenni, abans dels canvis del segle XX iniciats amb l'esforç de Pius X per a la comunió freqüent, la missa era pronunciada a la mateixa estona hi hagués o no hi hagués poble. i sovint només combregava el celebrant. Els teòlegs morals donaven les seves opinions sobre quant de temps havia de dedicar un prevere a celebrar la Missa, una qüestió sobre la qual la llei canònica i el Missal Romà no deien res. Un deia que una hora no havia de considerar-se massa; mentre que d'altres deien que, per evitar el tedi, calia que només durés mitja hora; i per tal que es pronunciés amb la deguda reverència, no havia de durar menys de vint minuts. Un altre teòleg, que donava mitja hora com a temps mínim, considerava que no es podia dir la Missa en menys d'un quart d'hora, una opinió recolzada per, entre d'altres, Sant Alfons Maria de Liguori, qui deia que un prevere que acabés la Missa en menys estona no podria ser absolt del pecat mortal.

### Misses especials
Una Missa celebrada en connexió amb un ritu particular, com una ordenació, un casament o una professió religiosa, pot emprat textos de la secció de "Misses Rituals" del Missal Romà. El ritu en qüestió és, habitualment, un sagrament, però la secció té texts especials només per les Misses on el Baptisme, la Confirmació, la Unció dels Malalts, els Ordes o el Sant Matrimoni se celebrin, sinó també per Misses amb professió religiosa, la dedicació d'una església o molts altres ritus. La Confessió (Penitència o Reconciliació) és l'únic sacrament pel qual no hi ha una part de l'Eucaristia i pel qual no hi ha previst una Missa Ritual.
Les Misses Rituals no poden celebrar-se, llevat de parcialment, quan se celebra durant temps litúrgics especialment importants o durant les festes de màxim rang.

## Missa al luteranisme
El Llibre de la Concòrdia, Article XXIV ("De la Missa") de la Confessió d'Augsburg (1530) comença: 
| «               | Les nostres esglésies són falsament acusades d'abolir la Missa; però la Missa segueix entre nosaltres, i celebrada amb la major reverència. No abolim la Missa sinó que religiosament la mantenim i la defensem... mantenim la forma litúrgica tradicional... A les nostres esglésies la Missa és celebrada cada diumenge i en els dies sants, quan el sacrament és ofert a aquells que la desitgen després d'haver estat examinats i absolts. | » |
| — Article XXIV. | |   |

Martí Luter rebutjà parts del ritu romà de la missa catòlica, específicament el cànon de la Missa, el qual, segons afirmava, no es conformava amb Hebreus 7, 27. En aquest verset, els sacerdots de l'Antic Testament, que necessitaven fer un sacrifici pels pecats sobre una base regular, són contrastats amb Crist com a únic sacerdot, qui ofereix el seu cos només una vegada com a sacrifici. Aquest tema és desenvolupat també a Hebreus 9, 26, Hebreus 9, 28 i a Hebreus 10, 10. Compongué com a substitució una revisió del ritu llatí, Formula missae el 1523 i la Deutsche Messe vernacla el 1526.
En alemany, a les llengües escandinaves, en finès i alguns luterans anglesos fan servir la paraula "Missa" per al seu servei corresponent, tot i que la majoria d'esglésies anglòfones l'anomenen "Servei Diví", "Santa Comunió" o "Santa Eucaristia".
La celebració de la Missa a les esglésies luteranes segueix un patró semblant a les altres tradicions, començant amb una confessió pública (Confiteor) realitzada per tots i una Declaració de Gràcia pronunciat pel sacerdot o pastor. Seguit per l'Introit, Kyrie, Gloria, col·lecta, les lectures amb un al·leluia (l'al·leluia no es pronuncia durant la quaresma), homilia (o sermó) i recitació del Credo de Nicea. El Servei Eucarístic inclou les interseccions generals, el Prefaci, el Sanctus i la Pregària Eucarística, l'elevació de l'hòstia i el calze i la invitació a l'Eucaristia. L'Agnus Dei és cantat mentre que el clergue i els assistents combreguen. Segueixen les pregàries de postcomunió i la benedicció final, acabant la Missa. Els catòlics i els anglicans poden trobar elements familiars, en particular l'ús del signe de la creu, agenollar-se en les pregàries i en la pregària eucarística, l'ús de la creu processional, el bes de l'altar, l'encens, els cants i els vestiments.
Les esglésies luteranes sovint celebren l'Eucaristia cada diumenge, si no en cada servei. Això és mantenint la preferència de Luter i les confessions luteranes. A més, els ministres eucarístics porten els elements sacramentals als malalts als hospitals i a les cases de les parteres. La restauració de la Missa setmanal ha estat molt encoratjada pels bisbes i pastors de les principals esglésies luteranes.
La celebració de l'Eucaristia pot incloure's en casaments, funerals, la dedicació de les esglésies i en les convencions de sínodes. La Missa és també un aspecte important en les ordenacions i les confirmacions a les esglésies luteranes.

## La Missa a l'Anglicanisme
La "Missa" és un dels termes emprats per descriure la tradició eucarística a la tradició anglicana. Sovint s'empren expressions com: "Sagrada Comunió", "Sagrada Eucaristia" o el "Sopar del Senyor". Ocasionalment, també s'utilitza el terme emprat a les esglésies orientals, la "Divina Litúrgia". Al món angloparlant anglicà, el terme emprat sovint connota la teologia eucarística de qui el fa servir; i "Missa" es considera un terme anglo-catòlic.

### Estructura del ritu
Les diverses litúrgies eucarístiques emprades per les esglésies nacionals de comunió anglicana han estat contínuament embolcallades per les tradicions anteriors del Llibre de la Pregària Comuna, basat en la Missa Pre-Tridentina. L'estructura de la litúrgia, basada en la tradició de l'acord elisabetià, que permet una diversitat d'interpretacions teològiques, i generalment segueix la mateixa forma. Alguns dels següents elements poden estar alterats o ser absents depenent del ritu, l'època litúrgica i l'ús de l'església provincial o nacional:
- Reunió de la Comunitat: Començant amb una fórmula trinitària de salutació o una aclamació de l'època; seguida per la Col·lecta per la Puresa, el Gloria in Excelsis Deo, el Kyrie eleison i/o la Trisagió; i finalment, la col·lecta del dia. Durant Quaresma o Advent, aquesta part del servei pot començar o acabar amb un ritu penitencial.
- Proclamació de la Paraula: Usualment dues o tres lectures de l'Escriptura, una de les quals sempre és de l'Evangeli, a més d'un salm (sencer o una part) o un càntic entre les lectures. És seguit d'un sermó o d'una homilia; la recitació del Credo (el dels Apòstols, el de Nicea o l'Atanasià); les pregàries de la congregació o una intercessió general, una confessió general i l'absolució i el ritu de la pau.
- Celebració de l'Eucaristia: Es porten les ofrenes del pa i del vi, juntament amb altres ofrenes (generalment diners o menjar per a un banc d'aliments, etc.), i es recita la pregària de l'ofertori. A continuació, es recita la Pregària Eucarística (anomenada "El Gran Agraïment"). La pregària consisteix en un diàleg (el Sursum Corda), el Sanctus i el benedictus, les Paraules d'Institució, l'Anamnesi, una Epiclesi, una petició de salvació i una Doxologia. La Pregària del Senyor precedeix la fracció, seguida per la Pregària de l'Accés dels Humils i/o l'Agnus Dei i la distribució dels elements sagrats (el pa i el vi). Després que tots aquells que vulguin l'hagin rebut, hi ha una pregària de postcomunió, que es tracta d'una pregària general d'acció de gràcies. El servei conclou amb una benedicció trinitària i el comiat.

La litúrgia es divideix en dues parts: la Litúrgia de la Paraula i la Litúrgia de l'Eucaristia, però tota la litúrgia s'anomena la Sagrada Eucaristia. Les parts i la seqüència són pràcticament idèntiques al ritu romà, llevat que la Confessió dels Pecats acaba la Litúrgia de la Paraula als ritus anglicans a Nord-amèrica, mentre que al ritu romà i a la resta del món de la Confessió es troba a l'inici del servei.

### Cerimonial
Algunes parròquies anglo-catòliques empren versions anglicanes el Missal Tridentí, com: el Missal Anglès, el Missal Anglicà o el Missal Americà per celebrar la Missa, els quals estan dirigits bàsicament a la celebració de l'Eucaristia. Diverses parròquies catòliques britàniques de l'Església d'Anglaterra usen un "Manual de Devoció Anglo-Catòlic".
Tots aquests llibres contenen pregàries i meditacions pels celebrants durant la litúrgia, així com més material com el ritu de benedicció de palmes del Diumenge de Rams, instruccions i la litúrgia apropiada per a les festivitats especials. Aquests llibres són més emprats dins d'un context catòlic.